# Chiesa di San Germano a Santonovo
La chiesa di San Germano a Santonuovo si trova a Santonuovo, nei pressi di Quarrata, in provincia di Pistoia.

## Storia e descrizione
La parrocchia fu istituita nel 1785 dal vescovo Scipione de' Ricci in luogo di un antico oratorio dedicato a santa Maria. All'interno si conserva un dipinto relativo al titolare, san Germano, raffigurato mentre riceve la tonsura dal vescovo di Auxerre, Amatore. Sullo sfondo è rappresentato l'episodio del taglio dell'abete al quale Germano per vanità appendeva le teste degli animali uccisi a caccia.